# Johann Lorenz Boeckmann
Johann Lorenz Boeckmann, znany także jako Ioannes Laurentius Boeckmann (ur. 8 maja 1741 w Lubece, zm. 15 grudnia 1802 w Karlsruhe, Badenia) – niemiecki fizyk, matematyk i mechanik.

## Życiorys
Był synem lubeckiego księgarza. Studiował od 1761 do 1764 teologię, matematykę i fizykę w Jenie. W wieku 23 lat został profesorem gimnazjum w Karlsruhe. Zrobił karierę na dworze margrabiego i został w 1769 asesorem konsystoralnym, w 1774 radcą, w 1776 radcą dworu, w 1789 przełożonym gimnazjum a w 1798 tajnym radcą dworu. Dla margrabiego Badenii założył gabinet fizyczny a w 1778 instytut meteorologiczny.
Był członkiem wielu naukowych towarzystw, w tym londyńskiego Royal Society, Akademii Książęcej w Moguncji oraz Bawarskiej Akademii Nauk. Boeckmann był jednym z pierwszych uczonych niemieckich, którzy eksperymentowali z telegrafem optycznym i dlatego można zaliczyć go do pionierów techniki komunikacji. W 1794 przesłał ówczesnemu margrabiemu
Badenii życzenia urodzinowe. Zrekonstruował również model pojazdu parowego Ferdinanda Verbiesta.
Jego najstarszy syn Karl Wilhelm został zatrudniony jako profesor fizycznego gabinetu w Karlsruhe. Był także
członkiem Towarzystwa Przyrodniczego w Jenie. Jego młodszy syn Fryderyk był lekarzem.

## Dzieła
- Erste Gründe der Mechanik, 1769 (Pierwsze podstawy mechaniki).
- Abhandlung von den Kegelschnitten, 1771.
- Anfangsgründe der Naturlehre, 1775.
- Über die Anwendung der Electricität bei Kranken, 1786 (O zastosowaniu elektryczności u chorych).
- Über Blitzableiter, 1783-91 (O piorunochronach).
- Über Telegraphie, 1794 (O telegrafii).